# زبان شوادی
زبان شوادی زبانی مرده از خانواده زبان‌های هندواروپایی و از شاخه زبان‌های رومی بوده که گویشی از زبان اوکسیتان باستان بشمار میرفته و در سال ۱۹۷۷ میلادی با مرگ آرمان لونل به عنوان آخرین متکلم زبان اول شوادی در کشور فرانسه از میان رفت. این زبان که از زبان‌های یهودیان اروپا بشمار می‌رفت در گذشته آثار ادبی متعددی داشته که عمدتاً از آرامی، عبری و لاتین ترجمه شده بودند. این زبان نام‌های متعددی مانند شوهاتی و چواتی نیز داشته که تحریفی از واژه جهودی می‌باشند.